# Thomas Joseph Shahan
Thomas Joseph Shahan (Manchester, 11 settembre 1857 – Washington, 9 marzo 1932) è stato un vescovo cattolico statunitense.

## Biografia
Monsignor Thomas Joseph Shahan nacque a Manchester l'11 settembre 1857 ed era figlio di Maurice Shahan e Mary Anne (nata Carmody), due immigrati irlandesi. Sua madre era malata di mente e la sua educazione venne quindi influenzata principalmente dal padre e dalla nonna.

### Formazione e ministero sacerdotale
Dopo aver frequentato la scuola pubblica a Millbury, nel 1872 entrò nel seminario sulpiziano di Montréal. Nel 1878 fu ammesso al Pontificio collegio americano del Nord a Roma. Nel 1882 conseguì il dottorato in teologia.
Il 3 giugno 1882 fu ordinato presbitero per la diocesi di Hartford dal cardinale Raffaele Monaco La Valletta. Studiò brevemente anche al Pontificio Seminario Romano Maggiore. Tornato in patria fu curato nella parrocchia di San Giovanni Battista a New Haven, segretario del vescovo Lawrence McMahon e poi cancelliere della diocesi di Hartford.
Dal 1889 al 1891 proseguì gli studi all'Università Humboldt di Berlino, alla Sorbona di Parigi e all'Institut catholique di Parigi dove conseguì la laurea in utroque iure. Sviluppò una certa esperienza anche nello studio della storia della Chiesa.
Nel 1891 gli fu offerta la carica di professore di diritto canonico, diritto civile, patristica e lingua latina all'Università Cattolica d'America. Oltre a docente, fu anche direttore generale del bollettino dell'Università Cattolica e tenne lezioni nel vicino Trinity College. Nel 1897, anche per favorire una maggiore visibilità del suo ateneo, tenne le prediche di Quaresima nella cattedrale di San Patrizio a New York.
Fu anche redattore della Catholic Encyclopedia (pubblicata nel 1913), capo redattore del The Catholic Historical Review dalla sua fondazione nel 1915 e fino al 1928 e redattore di  Universal Knowledge: A Dictionary and Encyclopedia of Arts and Sciences, History and Biography, Law, Literature, Religions, Nations, Races, Customs and Institutions (New York: Universal Knowledge Foundation, 1927).
Nel 1909, quando era professore di storia della Chiesa, fu proposto per il rettorato dell'università, in quanto papa Pio X rifiutò di liberare monsignor John Patrick Carroll dalla guida della diocesi di Helena. Alcuni nella comunità accademica sollevarono obiezioni alla nomina di padre Shahan a causa dei suoi problemi di udito. Nonostante ciò, alla fine il papa lo nominò rettore. Durante il suo mandato gli studenti afroamericani furono esclusi dall'università.
Nel 1909 venne nominato prelato domestico.  Dal 1909 al 1914 presiedette l'Associazione educativa cattolica.
Il 25 settembre 1910, i rappresentanti di un certo numero di agenzie di servizi si incontrarono presso l'Università Cattolica d'America su invito di monsignor Shahan e costituirono la Conferenza nazionale di carità cattolica per sostenere e coordinare i loro sforzi. Monsignor Shahan la presiedette dal 1910 al 1914.

### Ministero episcopale
Il 24 luglio 1914 papa Pio X lo nominò vescovo titolare di Germanicopoli. Ricevette l'ordinazione episcopale il 15 novembre successivo dal cardinale James Gibbons, arcivescovo metropolita di Baltimora, coconsacranti il vescovo di Richmond Denis Joseph O'Connell e quello di Hartford John Joseph Nilan.
Insieme al professore di sociologia cattolica William J. Kerby e ad altri, monsignor Shahan fu strumentale nella creazione del Consiglio nazionale cattolico di guerra, un'organizzazione della gerarchia cattolica americana fondata per affrontare le sfide della prima guerra mondiale. Nel 1919 si evolse nel Catholic Welfare Council che oggi è riconosciuto dalla Conferenza dei vescovi cattolici degli Stati Uniti.
Monsignor Shahan fondò la basilica del santuario nazionale dell'Immacolata Concezione a Washington.
Morì a Washington il 9 marzo 1932 all'età di 74 anni. È sepolto nella basilica del santuario nazionale dell'Immacolata Concezione a Washington.

## Opere

### Come autore
- The Blessed Virgin in the Catacombs (1892)
- The Civil Law of Rome, Catholic University of America Press (1896)
- Giovanni Batista de Rossi (1900)
- The Beginnings of Christianity (1903)
- The Middle Ages (1904)
- The House of God and Other Addresses and Studies (1905)
- St. Patrick in History (1905)
- The Catholic university of America (1889-1916) (Paulist Press) (1916)
- "The Cause of Ireland", The Catholic University Bulletin, December 1920.[7]

### Come traduttore
- Otto Bardenhewer, Patrology: The Lives and Works of the Fathers of the Church; seconda edizione tradotta da Thomas J. Shahan. Friburgo in Bisgovia e St. Louis, Missouri: B. Herder, 1908.

## Genealogia episcopale
La genealogia episcopale è:
- Cardinale Scipione Rebiba
- Cardinale Giulio Antonio Santori
- Cardinale Girolamo Bernerio, O.P.
- Arcivescovo Galeazzo Sanvitale
- Cardinale Ludovico Ludovisi
- Cardinale Luigi Caetani
- Cardinale Ulderico Carpegna
- Cardinale Paluzzo Paluzzi Altieri degli Albertoni
- Cardinale Gaspare Carpegna
- Cardinale Fabrizio Paolucci
- Cardinale Francesco Barberini
- Cardinale Annibale Albani
- Cardinale Federico Marcello Lante Montefeltro della Rovere
- Vescovo Charles Walmesley, O.S.B.
- Arcivescovo John Carroll, S.I.
- Vescovo Benedict Joseph Flaget, P.S.S.
- Arcivescovo Martin John Spalding
- Cardinale James Gibbons
- Vescovo Thomas Joseph Shahan